# Jazzy Bazz
Jazzy Bazz, né Ivan Bruno-Arbiser le 24 avril 1989 dans le 19e arrondissement de Paris, est un rappeur français.
Il fait partie des collectifs Grande Ville et L'Entourage. Il se fait connaitre au début des années 2010 grâce aux Rap Contenders. À son actif, il a cinq albums solo : Sur la Route du 3.14 (2012), P-Town (2016), Nuit (2018), Memoria (2022), et Nirvana (2025), ainsi qu'un album avec son collectif L'Entourage.

## Biographie

### Enfance
Jazzy Bazz, de son vrai prénom Ivan, s’intéresse au rap très jeune. Il en écoute dès l'age de 8 ans et c’est au collège qu’il écrit et échange ses premières « punchlines ». Son père, saxophoniste, l'initie très tôt à la musique et notamment au jazz.
Il possède des origines italiennes par son père et argentines, polonaises et lituaniennes par sa mère.
Pendant l'adolescence, Ivan se passionne pour le football et devient fan du Paris Saint-Germain. De 13 à 17 ans, il investit tout son temps et son argent dans son association de supporters ultra avant de la quitter pour se mettre plus sérieusement à rapper. Il en dédiera un morceau dans son premier album : Ultra Parisien.
Son nom de scène, « Bazz » trouve son origine dans un ancien pseudonyme qu'Ivan qualifie d' « horrible » et qu'il souhaite oublier. Lorsqu'il change son nom en début de carrière, il garde Bazz et y ajoute « Jazzy » car il est à ce moment-là dans une période où il écoute beaucoup de musique instrumentale jazz.
Jazzy Bazz tire son inspiration de rappeurs américains, comme D.I.T.C, Boot Camp Clik ou encore Slum Village, mais aussi de rappeurs français comme IAM, NTM, Passi, les Sages Poètes de la rue ou encore Rocca.

### Carrière
À l'adolescence, Jazzy Bazz participe à de nombreux open-mics accompagné de son ami d’enfance Esso Luxueux. Leur duo se nomme la Cool Connexion. Jazzy et Esso créent aussi dans la même période le collectif « Grande Ville » avec d’autre amis. Ce collectif d’artistes et musiciens en tout genre est principalement originaires du 19e arrondissement de Paris. Ils s’entraident pour réaliser des projets en auto-production.
Quelques années plus tard il rejoint le collectif de rappeurs L’Entourage. Les membres sont originaires de différents arrondissements de Paris. Leurs rencontres se font via des connaissances et des open-mics. Dans ce collectif, on retrouve entre autres Deen Burbigo, Eff Gee, Alpha Wann ou encore Nekfeu.

### Rap Contenders
Ce sont les Rap Contenders, une ligue de battle a cappella française, qui vont permettre à Jazzy Bazz de se faire connaitre par le grand public. Tous les battles sont diffusés sur Youtube. Les participants profitent de la visibilité offerte par la plateforme alors en pleine expansion au début des années 2010. Il participe à la troisième édition où il fait l’unanimité après sa victoire face à Pand’or.
Jazzy Bazz est globalement très apprécié des internautes, autant pour la qualité d'écriture de ses punchlines que pour son humeur guillerette caractéristique. Il termine sa carrière dans les battles au cours de la 5e édition du Rap Contenders en 2012 face au champion de la quatrième édition : Gaïden.

### Album avec l'Entourage
En mai 2014 est sorti l’album Jeunes Entrepreneurs de l’Entourage. Avec l’Entourage, tous les membres sont dans une dynamique d’écriture et Jazzy trouve l’inspiration, évolue grâce à la motivation fournie par ses comparses. Le collectif effectue une tournée dans toute la France la même année.

### Sur La Route du 3.14(2012–2016)
Après son deuxième battle au Rap Contenders, Jazzy Bazz sortit son premier album « Sur la Route du 3.14 ». L’album ne fut pas mis en vente mais fut distribué sur internet en téléchargement gratuit[source secondaire souhaitée]. Un choix qui s'explique par plusieurs raisons : premièrement la motivation de Jazzy Bazz à ce moment n’était pas financière, le projet était avant tout pensé comme un divertissement[source secondaire souhaitée]. Deuxièmement, par facilité, Jazzy Bazz a enregistré au studio de Grande Ville, aidé par ses amis du collectif pour le mixage et la production[source secondaire souhaitée]. À cette période, le rappeur n'avait signé dans aucun label. Enfin l’album n’aurait sûrement pas pu être commercialisé étant donné que la plupart des morceaux sont enregistrés sur des faces B. Inutile de préciser[style à revoir] la surprise pour Jazzy Bazz  de voir son album être téléchargé plus de 20 000 fois en seulement trois jours. Ce succès est essentiellement dû aux bonnes prestations effectuées au Rap Contenders[source secondaire souhaitée].
Après cet album, Jazzy fait face au syndrome de la page blanche pendant quelque temps. Un manque d’inspiration qui trouve son origine, selon lui, dans les différents questionnements sur son futur, n'étant pas certain de pouvoir vivre du rap un jour[source secondaire souhaitée].

### P-Town(2016–2018)
Pour son deuxième album, Jazzy Bazz décide de partir à New York pour trouver l’inspiration. Là-bas, il écrit et enregistre plusieurs morceaux. Son album sera totalement autoproduit et indépendant de tout label. Il enregistre et mixe toutes ses tracks grâce à ses collègues du collectif Grande Ville. Si l’album s’appelle P-Town, ce n’est pas pour rien. Le terme « P-town » fait référence à Paris. Jazzy Bazz est très attaché à sa ville et bien que les thèmes abordés soient très diversifiés, il les a tous écrit avec Paris en toile de fond. On peut par exemple le remarquer dans les titres des morceaux dans lesquels on retrouve par exemple « fluctuat nec mergitur », la devise latine de Paris, « 3.14 attitude » et « 3.14 boogie » où le nombre 3.14 fait référence au nombre π qui se prononce comme le « P » de « P-town » et « Ultra Parisien » où Jazzy Bazz défend les ultras du PSG. Jazzy Bazz a d'ailleurs témoigné du changement au Parc des Princes depuis le départ des ultras dans l'émission Enquête sur la chaîne de TV française L'Équipe 21 à la suite de la sortie de son clip sur le morceau Ultra Parisien[source secondaire souhaitée]. Pour la promotion de son album, Jazzy Bazz a eu droit à son propre Planète Rap de la radio française Skyrock. Dans l’ensemble, l’album est bien accueilli par le public, avec 4 122 albums vendus la première semaine.